# Idrossimetilfurfurale
L'idrossimetilfurfurale (HMF) è un prodotto di disidratazione del fruttosio.
È utilizzato come indice della freschezza del miele e del suo stato di conservazione: il contenuto in HMF non deve superare 40 ppm. Non è nota la tossicità per gli esseri umani, mentre è tossico per le api.
Assieme al furanone fa parte dei composti fondamentali nell'espressione delle qualità sensoriali di un alimento cotto.